# Les Femmes dans l'action mondiale

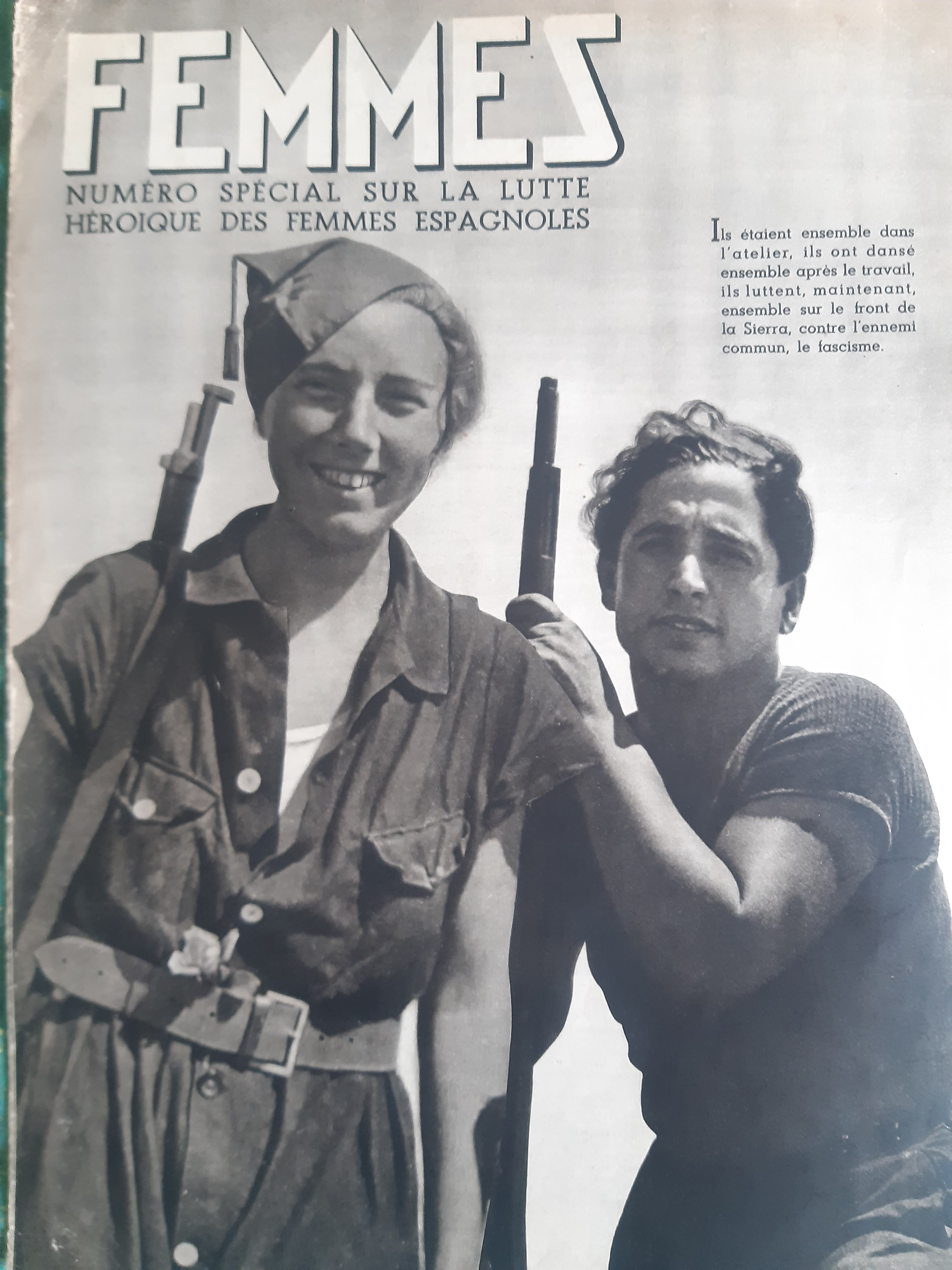
Numéro 26 septembre 1936 Edition spéciale sur la guerre d'Espagne

Les Femmes dans l'action mondiale est une revue mensuelle féminine publiée entre 1934 et 1939.

## Historique
Les « Femmes dans l’action mondiale » est un magazine politique, social et de divertissement, destiné aux femmes, principalement mensuel, avec des numéros spéciaux.
« Les Femmes dans l’action mondiale » prend le titre de « Femmes » au début de l’année 1937. Le numéro 1 est paru en septembre 1934, le dernier numéro 71 paru en aout 1939.
Cette revue est l’organe de propagande du « Comité mondial des femmes contre la guerre et le fascisme » (CMF) créé en aout 1934 et dont Bernadette Cattanéo est la secrétaire générale.
D’autres journaux seront créés sur le même modèle dans de nombreux pays partout dans le monde.
Le CMF est destiné à toucher toutes les couches de femmes indépendamment de leur classe sociale et quelle que soit leur tendance politique. Outre l’objectif de lutte contre la guerre et le fascisme, il revendique la libération et l’émancipation sociale et politique de la femme, la défense de ses revendications, l’égalité des femmes et des hommes.
Chaque édition de la revue est systématiquement préfacée par un article souvent politique signé de la présidente du CMF « Gabrielle Duchêne ». On pourrait donc croire qu’elle en est la créatrice et la responsable. Ce n’est pas le cas. C’est Bernadette Cattanéo qui est à l’origine de la création de cette revue et qui contrôlera son contenu éditorial.
Bernadette Cattanéo écrit de nombreux articles politiques de fond, mais ceux-ci ne sont jamais présentés en première page pour éviter de donner au journal un caractère communiste trop apparent. Elle indique dans son autobiographie de 1937 rédigée à Moscou, avoir « mis debout » et lancée cette revue quelle avait depuis longtemps étudiée.
Elle indique également le 27 février 1935, lors de sa première présentation annuelle au Komintern, « Les Femmes dans l’action mondiale » en est à sa 6ème parution : « Jusqu’à présent j’ai toujours fait entièrement le journal, techniquement et politiquement ».
Elle rend également compte tous les ans auprès du Komintern de son évolution ainsi que de ceux des autres pays.
La diffusion de cette revue est effectuée par les comités régionaux du CMF. Son édition atteindra en France 140 000 à 160 000 exemplaires mensuels en mars 1937.
Le numéro 26 spécial sur l’Espagne de septembre 36 ayant été tiré à 100 000 exemplaires.
En juin 1939 lors de sa dernière présentation au Komintern, Bernadette Cattanéo indique que le journal  « Femmes » a maintenu son tirage mais ne se développe pas assez. Les comités ayant été mobilisés pour l’assistance à l’Espagne républicaine ils n’ont pas attaché autant d’importance à la diffusion du journal qui a perdu de sa « teneur ». La concurrence des journaux capitalistes est insurmontable. Par exemple l’hebdomadaire « Marie Claire » vit, grâce à son gros budget, avec énormément de publicité depuis deux ans et fait un tort considérable aux journaux féminins existants. Cependant « Femmes » reste en France le journal d’organisation le plus attrayant et le plus lu. Les femmes socialistes, radicales, féministes possèdent des journaux à caractère très abstraits et qui sont peu diffusés 

### Ligne éditoriale
La ligne éditoriale reflète sa fondatrice: féministe, pacifiste et communiste. Les articles couvrent des sujets classiques dédiés aux femmes tout en gardant un coté militant fort : un article de 1938 sur la cuisine Lorraine conclut que son avenir est menacé tandis qu'un article de 1938 sur le tricot mentionne que les enfants pauvres en Espagne et en France en auraient besoin.
En septembre 1937, Bernadette Cattanéo, alors secrétaire du CMF, écrit sur le coût de la vie, sujet cher au mensuel. Le sujet du droit de vote des femmes en France est abordé par cette même auteure en mars 1935.
La situation coloniale est également abordée par Léo Wanner de la Ligue française contre l’impérialisme et l’oppression coloniale. Bernadette Cattanéo développe la question en écrivant un article sur le sort des femmes musulmanes dans les colonies.
Femmes invite également des journalistes réputés, attirés par ses photos ou ses sondages, tels Denise Moran à contribuer. Andrée Viollis, en charge de l’hebdomadaire Vendredi et journaliste du quotidien Ce soir publie des articles approfondis sur la situation en Indochine et en Tunisie. Un entretien avec l'universitaire Pauline Ramart sur les dangers du fascisme pour le droit au travail des femmes est publié par Luce Langevin.
Les hommes qui soutiennent la cause du journal voient aussi leurs articles publiés tel Victor Basch, le président de la Ligue des Droits de l’Homme.

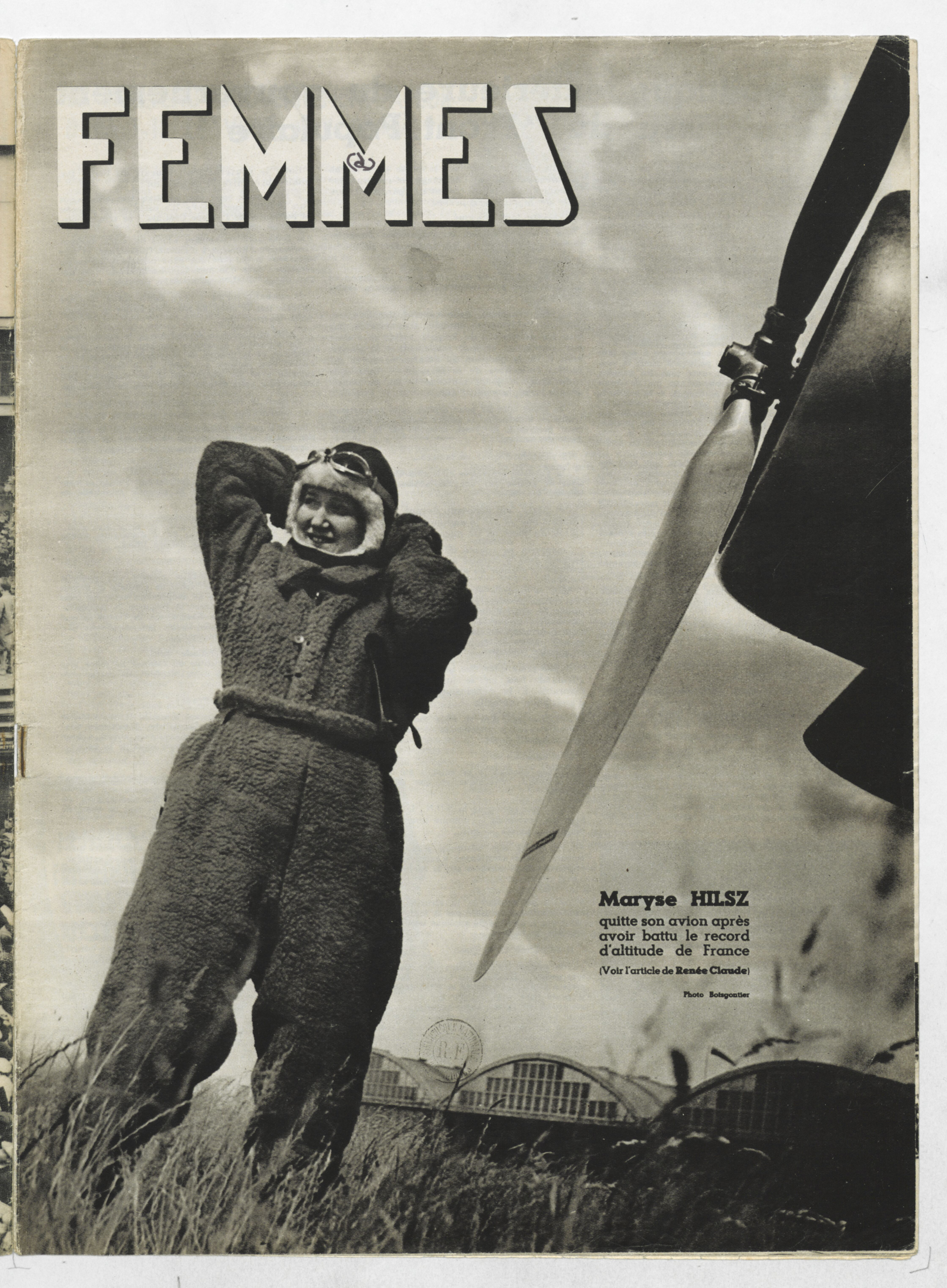
Une du magazine du 6 juillet 1936 avec Maryse Hilsz devant son Potez 50 avec lequel elle a battu un record mondial d'altitude.

De nombreuses autres militantes telle que Louise Desormais, Marcelle Routier publient leurs articles. Gertrude Duby écrit notamment sur la mort de Liselotte Hermann en 1938.